# Lijst van wielerploegen/2016
Hieronder volgt een lijst van officieel door de UCI geregistreerde wielerploegen in 2016. 

## UCI World Tour-wielerploeg
| Ploeg                       | Land                | Renners                          | Fietsmerk    | UCI-Code | Sinds |
| --------------------------- | ------------------- | -------------------------------- | ------------ | -------- | ----- |
| AG2R La Mondiale            | Frankrijk           | AG2R La Mondiale/2016            | Focus        | ALM      | 2000  |
| Astana Pro Team             | Kazachstan          | Astana Pro Team/2016             | Specialized  | AST      | 2005  |
| BMC Racing Team             | Verenigde Staten    | BMC Racing Team/2016             | BMC          | BMC      | 2007  |
| Dimension Data              | Zuid-Afrika         | Dimension Data/2016              | Cervélo      | DDD      | 2016  |
| Etixx-Quick Step            | België              | Etixx-Quick Step/2016            | Specialized  | EQS      | 2003  |
| FDJ                         | Frankrijk           | FDJ/2016                         | Lapierre     | FDJ      | 1997  |
| IAM Cycling                 | Zwitserland         | IAM Cycling/2016                 | Scott Sports | IAM      | 2013  |
| Lampre-Merida               | Italië              | Lampre-Merida/2016               | Merida       | LAM      | 1991  |
| Lotto Soudal                | België              | Lotto Soudal/2016                | Ridley       | LTS      | 1985  |
| Team Movistar               | Spanje              | Movistar Team/2016               | Canyon       | MOV      | 2004  |
| Orica-GreenEdge             | Australië           | Orica-BikeExchange/2016          | Scott        | OGE      | 2012  |
| Cannondale Pro Cycling Team | Verenigde Staten    | Cannondale Pro Cycling Team/2016 | Cannondale   | CPT      | 2005  |
| Team Giant-Alpecin          | Duitsland           | Team Giant-Alpecin/2016          | Giant        | TGA      | 1998  |
| Katjoesja                   | Rusland             | Team Katjoesja/2016              | Canyon       | KAT      | 2004  |
| Team LottoNL-Jumbo          | Nederland           | Team LottoNL-Jumbo/2016          | Bianchi      | TLJ      | 1996  |
| Team Sky                    | Verenigd Koninkrijk | Team Sky/2016                    | Pinarello    | SKY      | 2010  |
| Tinkoff                     | Rusland             | Tinkoff-Saxo/2016                | Specialized  | TNK      | 2001  |
| Trek-Segafredo              | Verenigde Staten    | Trek-Segafredo/2016              | Trek         | TFS      | 2010  |

## Professionele continentale wielerploeg
| UCI-code | Ploegnaam                                  | Land                | UCI-Tour         |
| -------- | ------------------------------------------ | ------------------- | ---------------- |
| AND      | Androni Giocattoli-Sidermec                | Italië              | UCI Europe Tour  |
| BAR      | Bardiani CSF                               | Italië              | UCI Europe Tour  |
| BOA      | Bora-Argon 18                              | Duitsland           | UCI Europe Tour  |
| CJR      | Caja Rural-Seguros RGA                     | Spanje              | UCI Europe Tour  |
| CCC      | CCC Sprandi Polkowice                      | Polen               | UCI Europe Tour  |
| COF      | Cofidis, Solutions Crédits                 | Frankrijk           | UCI Europe Tour  |
| DMP      | Delko Marseille Provence KTM               | Frankrijk           | UCI Europe Tour  |
| DEN      | Direct Énergie                             | Frankrijk           | UCI Europe Tour  |
| DPC      | Drapac Professional Cycling                | Australië           | UCI Oceania Tour |
| FVC      | Fortuneo-Vital Concept                     | Frankrijk           | UCI Europe Tour  |
| FSC      | Funvic Soul Cycles-Carrefour               | Brazilië            | UCI America Tour |
| GAZ      | Gazprom-RusVelo                            | Rusland             | UCI Europe Tour  |
| NIP      | Nippo-Vini Fantini                         | Italië              | UCI Europe Tour  |
| ONE      | ONE Pro Cycling                            | Verenigd Koninkrijk | UCI Europe Tour  |
| ROP      | Roompot Oranje Peloton                     | Nederland           | UCI Europe Tour  |
| SSG      | Stölting Service Group                     | Duitsland           | UCI Europe Tour  |
| TNN      | Team Novo Nordisk                          | Verenigde Staten    | UCI America Tour |
| ROT      | Team Roth                                  | Zwitserland         | UCI Europe Tour  |
| TSV      | Topsport Vlaanderen-Baloise                | België              | UCI Europe Tour  |
| UHC      | Unitedhealthcare Professional Cycling Team | Verenigde Staten    | UCI America Tour |
| VAT      | Verva ActiveJet Pro Cycling Team           | Polen               | UCI Europe Tour  |
| WGG      | Wanty-Groupe Gobert                        | België              | UCI Europe Tour  |
| WIL      | Wilier Triestina-Southeast                 | Italië              | UCI Europe Tour  |